# 잇 마이트 겟 라우드
잇 마이트 겟 라우드(It Might Get Loud)는 미국에서 제작된 데이비스 구겐하임 감독의 2008년 다큐멘터리 영화이다. 지미 페이지 등이 주연으로 출연하였고 피터 애프터먼 등이 제작에 참여하였다.

## 출연

### 주연
- 지미 페이지
- 디 에지
- 잭 화이트

### 조연
- 보노
- 멕 화이트

## 제작진
- 음악지원: 브라이언 에노
- 미술: 도널드 그레이엄 버트
- Ass-PD: Erica Beaney
- Ass-PD: Michael Birtel
- Ass-PD: Diana Derycz-Kessler
- Ass-PD: Rebecca Hartzell
- Ass-PD: 지미 페이지
- Ass-PD: Alba Tull